# Typ 99 (Panzerhaubitze)
Die Typ 99 (japanisch 99式自走155mm榴弾砲 99-shiki jisō 155 mm ryūdanhō, deutsch ‚Typ-99-Selbstfahr-155mm-Artillerie‘) ist eine Panzerhaubitze der japanischen Bodenselbstverteidigungsstreitkräfte. Sie wurde als Nachfolgemodell für die Typ 75 entwickelt und seit 1999 in Serie produziert.

## Entwicklung
Die Entwicklung begann 1985, um die Typ-75-Panzerhaubitze abzulösen. Der Auftrag zur Entwicklung ging an die Firmen Mitsubishi Heavy Industries (Wanne und Endmontage) und Japan Steel Works, die den Turm und die 155-mm-Hauptwaffe entwickelten. Für die Haubitze wurde zur Kostenersparnis das um eine Laufrolle verlängerte Fahrgestell des Typ-89-Schützenpanzers von Mitsubishi verwendet. Die ersten vier Fahrzeuge wurden 1999 ausgeliefert, Ende 2008 sollen ungefähr 50 Stück im Bestand der JGSDF sein.

## Technik
Die Hauptwaffe mit 52 Kaliberlängen kann Standardgeschosse 30 km weit schießen, Extended-Range-Full-Bore-Geschosse 38 km weit. Die maximale Feuerrate beträgt 6 Schuss/min. Die geringe Besatzungsstärke lässt auf einen Autolader schließen. Eine Aluminiumpanzerung schützt die Insassen vor Handfeuerwaffen und Splittern.
Zur Unterstützung wurde noch das Typ 99 ASV (Armored Supply Vehicle) auf Basis des MLRS-Fahrgestells entwickelt. Es transportiert Munitionsnachschub für die Haubitze, der manuell umgeladen werden muss.